# Coenotephria costimacularia
Coenotephria costimacularia là một loài bướm đêm trong họ Geometridae.